# Christy Prior
Christy Prior (Okehampton, Reino Unido, 28 de noviembre de 1988) es una deportista neozelandesa que compite en snowboard. Consiguió dos medallas en los X Games de Invierno.

## Medallero internacional
| \| X Games de Invierno \| X Games de Invierno \| X Games de Invierno \| X Games de Invierno \| \| Año \| Lugar \| Medalla \| Prueba \| \| ------------------- \| ---------------------- \| ------------------- \| ------------------- \| \| 2015 \| Aspen (Estados Unidos) \| Medalla de bronce \| Slopestyle \| \| 2016 \| Oslo (Noruega) \| Medalla de plata \| Big air \| |                        |                   |            |
| X Games de Invierno |                        |                   |            |
| Año | Lugar                  | Medalla           | Prueba     |
| 2015 | Aspen (Estados Unidos) | Medalla de bronce | Slopestyle |
| 2016 | Oslo (Noruega)         | Medalla de plata  | Big air    |